# 福井県道17号勝山丸岡線
福井県道17号勝山丸岡線（ふくいけんどう17ごう かつやままるおかせん）は、福井県勝山市と坂井市を結ぶ県道（主要地方道）である。鮎街道とも呼ばれる。

## 概要
北陸自動車道から勝山市方面へは福井北JCT・ICに接続する中部縦貫自動車道及び国道416号があるが、丸岡ICからこの道路を利用する車も少なくない。

### 路線データ
- 起点：福井県勝山市平泉寺町大渡（国道157号交点）
- 終点：福井県坂井市丸岡町一本田福所（国道8号交点）

## 歴史
- 1993年（平成5年）5月11日 - 建設省から、県道勝山丸岡線が勝山丸岡線として主要地方道に指定される[1]。

## 路線状況

### 別名
- 鮎街道（坂井市、永平寺町、勝山市）

### 重複区間
- 国道416号（勝山市荒土町伊波 - 勝山市北郷町坂東島）
- 福井県道112号栃神谷鳴鹿森田線（勝山市北郷町坂東島）
- 国道364号（吉田郡永平寺町鳴鹿山鹿 - 坂井市丸岡町上久米田）

### 道の駅
- 恐竜渓谷かつやま（勝山市荒土町松ヶ崎）

## 地理

### 通過する自治体
- 勝山市
- 吉田郡永平寺町
- 坂井市

### 交差する道路

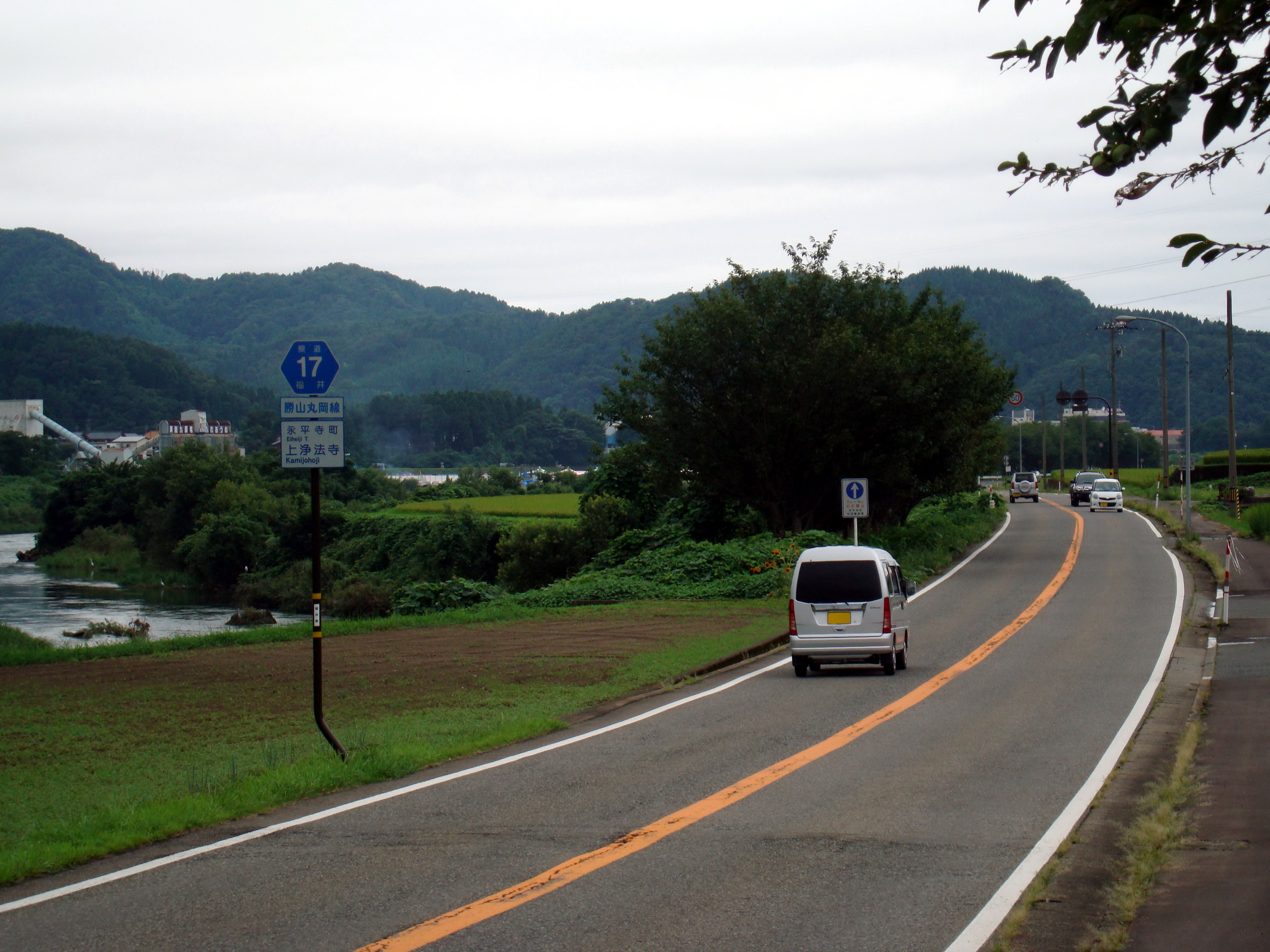
福井県道17号線 永平寺町付近

- 福井県道26号大野勝山線（福井県道169号平泉寺大渡線・福井県道239号上唯野西屋勝山線 重複）（勝山市平泉寺町大渡・大渡交差点、起点）
- 国道157号（勝山市平泉寺町大渡・大渡交差点、起点）
- 福井県道131号勝山停車場線（勝山市沢町・沢町交差点）
- 福井県道260号勝山インター線（勝山市荒土町松ケ崎・道の駅恐竜渓谷かつやま交差点）
- 国道416号（勝山市荒土町伊波・伊波交差点 - ＜重複＞ - 同市北郷町坂東島・市荒川大橋北詰交差点）

※ 国道416号重複区間内の交差道路
- 福井県道31号篠尾勝山線（勝山市荒土町伊波・北部中学校口交差点）
- 福井県道168号藤巻下荒井線＜小舟渡橋部分＞（勝山市北郷町森川・下森川交差点）

- 福井県道112号栃神谷鳴鹿森田線（勝山市北郷町坂東島- ＜重複＞ - 坂井市丸岡町上久米田）
- 国道364号（吉田郡永平寺町鳴鹿山鹿・鳴鹿三叉路交差点 - ＜重複＞- 坂井市丸岡町上久米田・上久米田交差点）
- 福井県道110号北野松岡線（坂井市丸岡町下久米田・寄永交差点）
- 福井県道160号板倉高江線（坂井市丸岡町油為頭・油為頭交差点）
- 福井県道38号丸岡インター線（坂井市丸岡町猪爪・丸岡インター入口交差点）
- 福井県道10号丸岡川西線（福井県道147号瓜生今福線 重複）（坂井市丸岡町栄一丁目・栄交差点）
- 国道8号（坂井市丸岡町一本田福所・一本田福所交差点、終点）
- 福井県道9号芦原丸岡線（坂井市丸岡町一本田福所・一本田福所交差点、終点）

### 沿線にある施設など
- 下荒井ダム
- 越前竹人形の里 - （坂井市丸岡町上久米田）
- 永平寺町下浄法寺 - 対岸堤防上に福井テレビ製作、達者でござるのエンディングに登場した大木がある。
- 掘名（ほりめ）銀山跡 - （勝山市荒土町堀名中清水）